# Bonneuil (Indre)
Bonneuil település Franciaországban, Indre megyében. Lakosainak száma 75 fő (2022. január 1.). Bonneuil Jouac, Beaulieu, Chaillac, Tilly és Saint-Martin-le-Mault községekkel határos.

## Népesség
A település népességének változása:
| Lakosok száma | 201  | 173  | 101  | 89   | 105  | 89   | 79   | 74   | 74   | 75   |
|               | 1968 | 1982 | 1990 | 2006 | 2013 | 2015 | 2017 | 2019 | 2020 | 2022 |